# Comlan Lambert Sossa
Comlan Lambert Sossa (* im 20. Jahrhundert) ist ein beninischer Fußballspieler. Seine Stammposition ist der Sturm.

## Karriere

### Verein
Sossa spielte u. a. für Mogas 90 FC aus Porto-Novo und gewann mit dem Club 1992 die beninische Meisterschaft.

### Nationalmannschaft
Der Stürmer bestritt zwischen 1992 und 1995 mindestens acht Partien für die beninische Fußballnationalmannschaft, u. a. in der Qualifikation zur Fußballweltmeisterschaft 1994. Dabei erzielte er mindestens zwei Tore.

## Erfolge
- Beninischer Meister: 1992